# 服部時計店

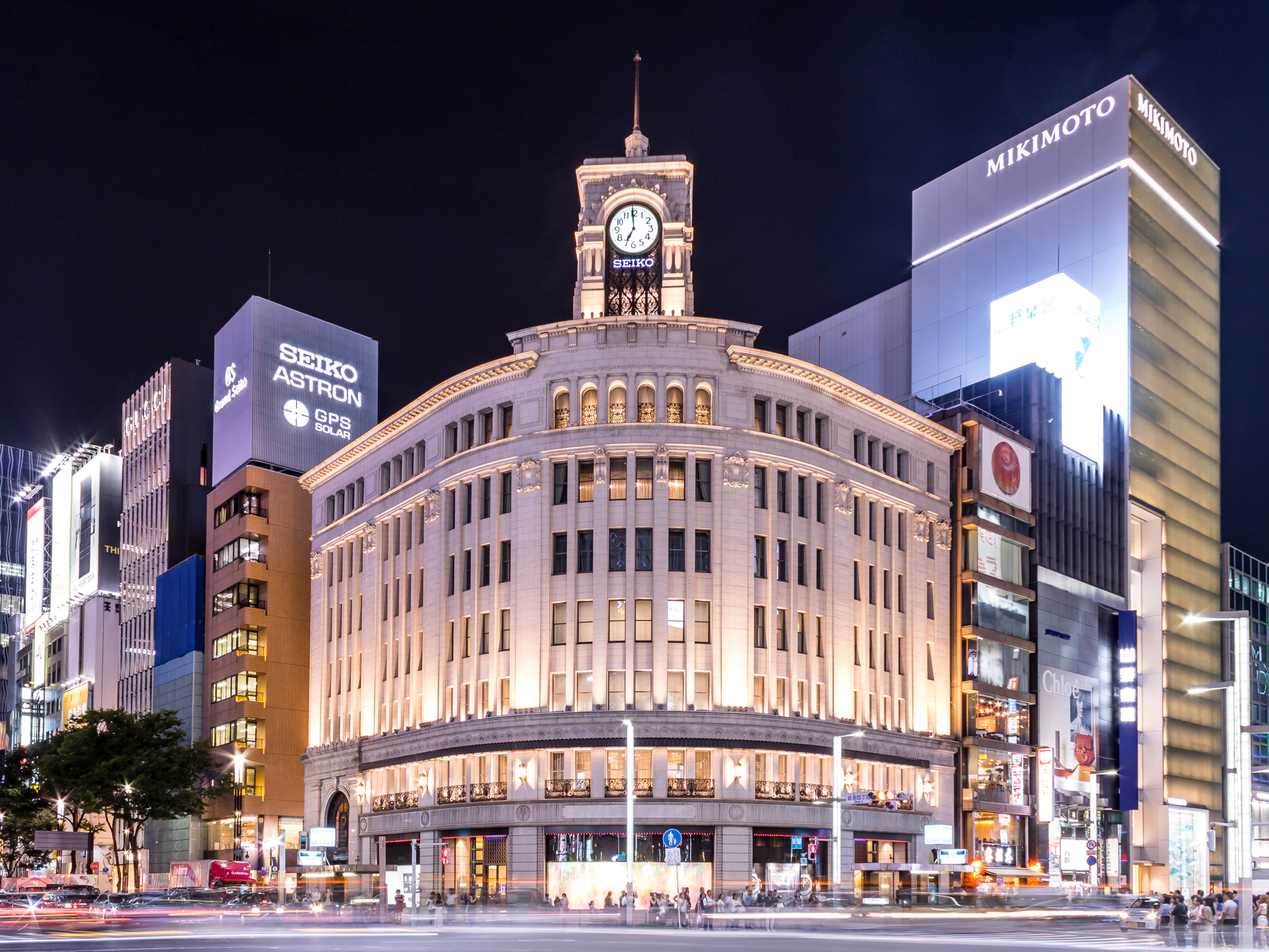
旧服部時計店（東京都中央区銀座4丁目）。現在はセイコーグループ傘下の株式会社和光本店だが、今なおセイコーグループ株式会社の登記上の本店でもある。

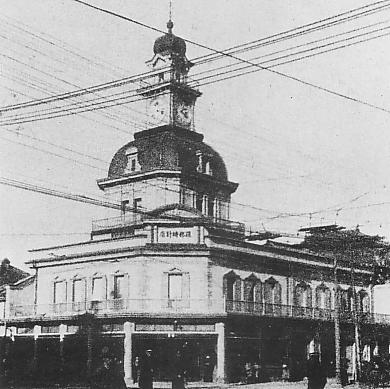
明治期の服部時計店

服部時計店（はっとりとけいてん、K. Hattori）は、1881年12月に服部金太郎が創業した輸入時計・宝飾品の販売店。後に時計の製造卸売会社、精密機器・電子部品・電子機器メーカーとして発展する。
1917年に会社化され株式会社服部時計店（K. Hattori & Co., Ltd.）。株式会社服部セイコー（Hattori Seiko Co., Ltd. 1983年）、セイコー株式会社（Seiko Corporation 1997年）への改名を経て、2001年に純粋持株会社となり、セイコーホールディングス株式会社（Seiko Holdings Corporation 2007年）を経て現在はセイコーグループ株式会社 （Seiko Group Corporation 2022年）。セイコーグループの源流企業。
また、戦前・戦中にはカメラの輸入代理店、国内メーカーの代理店、小売業としても有力であり、当時創業した国内メーカーの多くが同店から創業資金を得ていた。例えば、現在でも光学ガラスメーカーのオハラの筆頭株主（セイコーグループの子会社であるセイコーインスツルおよび京橋起業の持分を合わせると47%強）である。しかし、カメラの部品製造や代理店業務、小売からはシャッター部品を除き戦後しばらくして撤退した。

## 沿革
八官町（のちの銀座八丁目）の洋品雑貨問屋「辻屋」で丁稚奉公をしていた服部金太郎は、近くの小林時計店に飾られていた時計を目にして時計に興味を持ち始め、1881年に木挽町で服部時計店を創業した。なお、銀座出店の足がかりは、銀座通りの露天商から築いたとされる。
1895年（明治28年）には、朝野新聞がオフィスを構えていた煉瓦造りの建物を手に入れ、初代の「時計塔」がお披露目となった。
1945年（昭和20年）9月、連合国軍最高司令官総司令部が接収し、PXとなる。

## 銀座のシンボルとして
和光 (商業施設)#歴史も参照のこと。

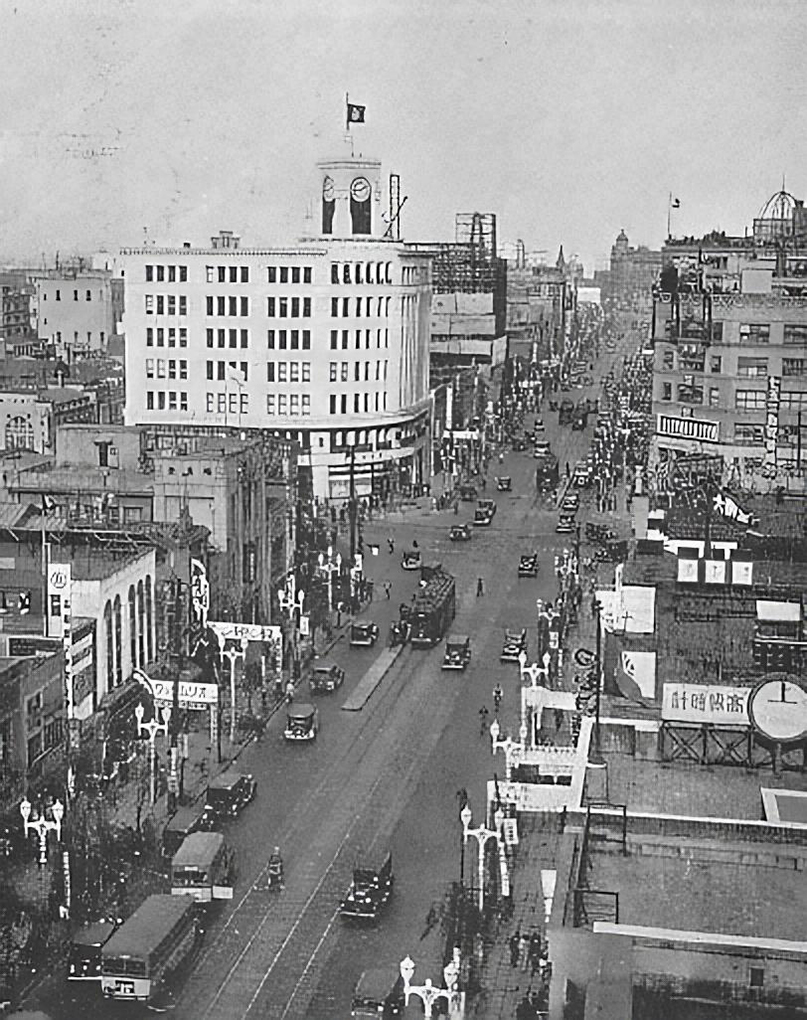
1933年の銀座通り。左上のネオルネサンス調ビルディングが1932年完成の二代目ビル

旧服部時計店は銀座のシンボル的存在として多くの作品に登場している。1954年に公開された映画『ゴジラ』では、ゴジラが23時の鐘の音に激怒して服部時計店を破壊するという印象的な描写として登場する。またシリーズ22作『ゴジラvsデストロイア』にも第1作のオマージュとして再登場している。その他2006年の『日本沈没』でも地震で崩壊する姿が描かれ、2009年の『感染列島』では、荒廃する銀座の象徴として描かれるなど、とりわけ特撮映画との関連が強い。